# Angelo Romanò
Angelo Romanò (Mariano Comense, 14 novembre 1920 – Roma, 5 maggio 1989) è stato un politico, scrittore e dirigente d'azienda italiano.

## Biografia
Laureatosi in lettere all'Università Cattolica del Sacro Cuore, dove fu allievo di Mario Apollonio, divise la sua attività tra letteratura, televisione e politica. Nel 1951 iniziò la sua carriera in Rai, occupandosi del rilancio del settore radiofonico e dei programmi culturali del terzo programma radiofonico. Nel 1961 venne nominato da Ettore Bernabei primo direttore del secondo canale televisivo. Dopo alcuni anni lasciò la Rai per dirigere la casa editrice Garzanti, ma quasi subito decise di tornare sui suoi passi e venne nominato direttore del centro di produzione di Milano. Fu l'ideatore di sceneggiati basati su pilastri della letteratura, come I promessi sposi (con la regia di Sandro Bolchi) e Odissea. Fu Romanò ad avvicinare alla TV registi come Federico Fellini (che realizzò I clowns), Roberto Rossellini e i Fratelli Taviani e a stimolare l'apertura  a mercati internazionali dei prodotti del servizio pubblico. Nel 1969 fu nominato direttore centrale dei programmi di spettacolo e seguì in prima persona programmi di grande successo come Canzonissima, fino al 1975. 
Nel 1976 accettò di candidarsi con il Partito Comunista Italiano al Senato, insieme ad altre personalità del mondo cattolico di sinistra. Fu eletto nel collegio di Vimercate nel 1976 e confermato nel 1979 fino al 1983, nel gruppo della Sinistra indipendente. Da senatore fece parte della Commissione di Vigilanza Rai e fu membro dell'Assemblea parlamentare del Consiglio d'Europa. Dal 1986 al 1989 fu uno dei consiglieri di amministrazione della Rai sostenuti dal PCI e dalla Sinistra indipendente, con la presidenza di Enrico Manca e la direzione generale di Biagio Agnes. 
Insieme a Giacinto Spagnoletti fu lo scopritore della poetessa Alda Merini. Come studioso di letteratura collaborò a numerose riviste, tra cui "Officina", insieme a Pier Paolo Pasolini, e La Fiera Letteraria. Curò, tra l'altro, l'edizione dei Poeti minori del secondo Ottocento italiano (Bologna, Guanda, 1955) e un'antologia de La Voce (Torino, Einaudi, 1960). Fu autore di importanti saggi tra cui Discorso degli anni Cinquanta, edito da Mondadori Electa. Dal 4 gennaio 1982 fino a maggio dello stesso anno è stato direttore del palinsesto della nascente Rete 4.
Venne a mancare a causa di un infarto a Roma il 5 maggio del 1989. Sposatosi con Ada Butti Romanò, ebbe due figlie (Clara e Paola) e quattro nipoti (Pablo Rojas Elgueta, Giacomo Rojas Elgueta, Marta Piccarozzi e Anna Piccarozzi).

## Opere principali
- Silvio Pellico, Brescia, Morcelliana, 1948
- Un giorno d'estate, Caltanissetta, S. Sciascia, 1954
- Il secondo romanticismo lombardo e altri saggi sull'Ottocento italiano, Milano, F.lli Fabbri, 1958
- Discorso degli anni cinquanta, Milano, A. Mondadori, 1965